# Mackenzie Foy
Mackenzie Christine Foy, född den 10 november 2000 i Los Angeles, Kalifornien, är en amerikansk fotomodell och skådespelare. 
Hennes stora genombrott kom år 2010 då hon fick rollen som Renesmee Cullen (Bella Cullen och Edward Cullens dotter) i filmerna The Twilight Saga: Breaking Dawn - Part 1 och Part 2. Hon medverkade  2014 i Christopher Nolans science fiction-film Interstellar, där hon spelar Murph Cooper som barn mot Matthew McConaughey. Foy har även medverkat i 'Til Death och Flashforward i respektive ett avsnitt. Hon har även förekommit i ett avsnitt av kriminalserien Hawaii 5-0 samt i reklamfilmer. Hon har varit modell för märken som Guess, Garnet Hill och Gap. 2018 spelade hon huvudrollen i Disneys filmatisering av Nötknäpparen och de fyra världarna.

## Filmografi i urval
- 2011 – The Twilight Saga: Breaking Dawn - Part 1
- 2012 – The Twilight Saga: Breaking Dawn - Part 2
- 2013 – The Conjuring
- 2013 – Wish You Well
- 2014 – Black Eyed Dog
- 2014 – Interstellar
- 2015 – Den lille prinsen (flickan, röst)
- 2018 – Nötknäpparen och de fyra världarna
- 2020 – Black Beauty